# Ludwik Bergson (1808–1857)

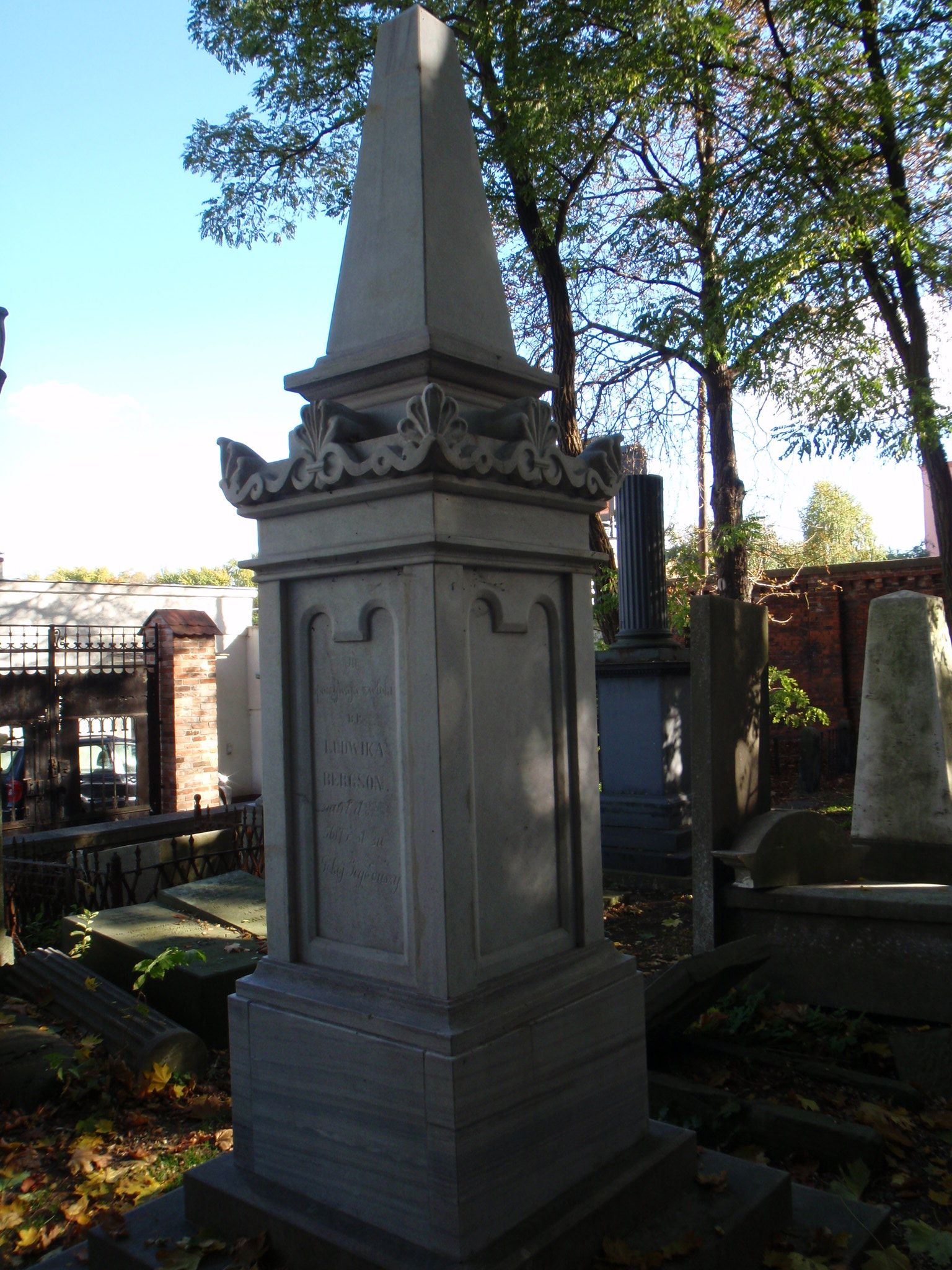
Grób Ludwika Bergsona na cmentarzu żydowskim w Warszawie

Ludwik Bergson (ur. 1808, zm. 9 czerwca 1857 w Warszawie) – polski kupiec żydowskiego pochodzenia, obywatel miasta Warszawy.
Urodził się jako syn Gabriela Bergsona (1790–1844) i Judyty z domu May (ur. 1792). Był wnukiem Bera Sonnenberga (1764–1822) i prawnukiem Szmula Zbytkowera (1727–1801). Jego żoną była Dorota Celnikier (1809–1874), z którą miał dziewięcioro dzieci: Józefa (bankiera, 1827–1898), Samuela (kupca i dobroczyńcę, 1829–1911), Teresę (1831–1909), Michała (prezesa Gminy Żydowskiej w Warszawie, 1831–1919), Dawida (ur. 1834), Zofię (1836–1900), Emilię Esterę (1837–1904), Julię (żonę malarza Aleksandra Lessera, 1839–1918) i Różę (1843–1901).
Jest pochowany na cmentarzu żydowskim przy ulicy Okopowej w Warszawie obok swego brata Majera (kwatera 1).